# Bertrand de Billy
Bertrand de Billy (París, 1965) és un director d'orquestra francès.

## Biografia
Estudià música des de ben jove solfeig i violí al conservatori municipal. Posteriorment entrà en el Conservatori de París on aprofundí en la viola i començà a estudiar direcció d'orquestra.
Després d'alguns anys a París en què dirigeix l'Orquestra Simfònica dels Joves a Ile-de-France i l'Orchestre des Concerts Colonne, en la qual fa d'ajudant de Pierre Dervaux, marxa a Alemanya i a Espanya on col·labora en diversos festivals. Va ser director en el Teatre Anhaltisches a Dessau, on ha estat de Director titular i Director General de Música.
El 1993 el nomenen assistent en cap a l'Òpera de Dessau (Alemanya), i es dedica a la direcció de grans òperes del repertori líric, que li obre les portes a la seva carrera internacional.
De 1995 a 2002, és cridat a dirigir les orquestres dels teatres d'òpera més prestigiosos d'Europa i dels Estats Units: Covent Garden (Londres), Opéra Bastille (París), Théâtre Royal de la Monnaie (Brussel·les), Grand Théâtre de Ginebra, Metropolitan Opera de Nova York i la Volksoper de Viena.
De 1999 a 2004, serà el director musical del Gran Teatre del Liceu de Barcelona; malgrat que un sector del públic desaprovava les seves actuacions, va contribuir a aixecar notablement el nivell de l'orquestra titular i les funcions que va dirigir les últimes temporades, especialment d'òperes wagnerianes (Tristan und Isolde i el cicle de L'anell del nibelung) van assolir un alt nivell i van tenir un gran èxit. Paral·lelament a aquesta responsabilitat, és designat el 2002 al director de l'Orquestra Simfònica de la Ràdio de Viena (Ràdio Symphonieorchester Wien) a Àustria, càrrec que ocupa actualment.
Les seves nombroses participacions en les produccions líriques l'han portat a dirigir cantants famosos com Plácido Domingo, Roberto Alagna, Natalie Dessay, entre d'altres.

## Enregistraments i premis
Té diversos enregistraments en DVD entre els quals cal destacar Tristany i Isolda, la Tetralogia de Wagner completa, Don Giovanni de Mozart. La seva versió del Hamlet, d'Ambroise Thomas ha obtingut el "Premi al millor director líric" de l'Académie du disque francesa. Ha sigut condecorat com a "Cavaller en l'Orde Nacional del Mèrit" de França.